# Jack Horner
John R. "Jack" Horner (Shelby, 15 de junho de 1946) é um paleontólogo norte-americano que descobriu e batizou o Maiassauro, trazendo a primeira evidência de que os dinossauros preocupavam-se com seus filhotes. Ele é um dos paleontologistas mais conhecidos dos Estados Unidos. Além de suas muitas descobertas paleontológicas, Horner serviu como conselheiro técnico para todos os filmes da série Jurassic Park e serviu parcialmente como inspiração para o personagem principal, Dr. Alan Grant, interpretado pelo ator Sam Neill.

## Biografia
Nascido e criado em Shelby, Horner tinha só oito anos quando encontrou seu primeiro fóssil de dinossauro. Frequentou a Universidade de Montana por sete anos, especializando-se em geologia e zoologia. Também passou dois anos servindo o Corpo de Fuzileiros Navais dos EUA durante a Guerra do Vietnã. Horner não terminou seu curso de bacharelado por sofrer de dislexia. No entanto, completou uma formidável tese sobre a fauna do Bear Gulch Limestone em Montana, que é um dos mais famosos lagerstätten do Mississippi no mundo.

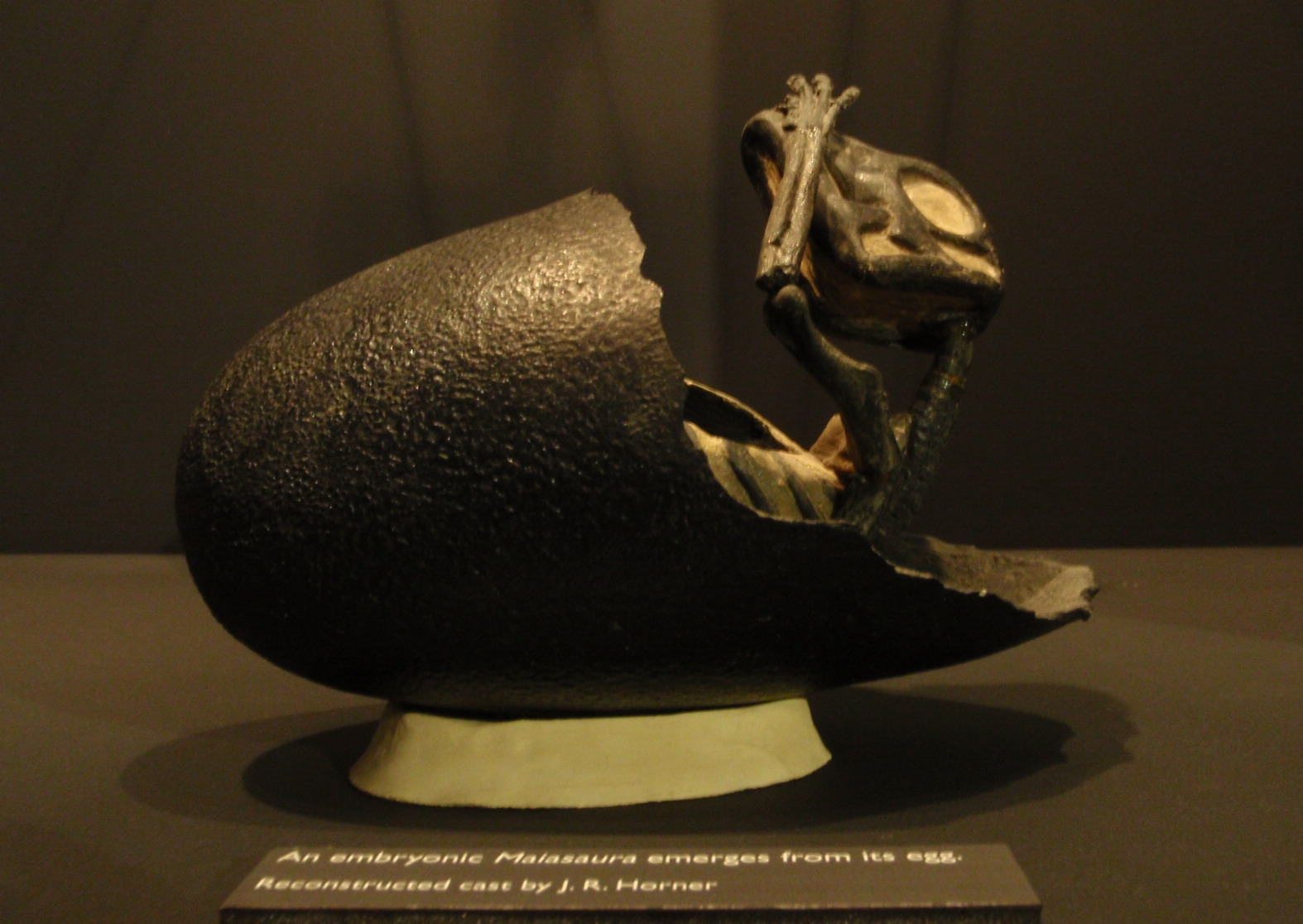
Reconstruído por Horner uma Maiasaura emergindo de seu ovo

Em Montana, em meados da década de 1970, Horner e seu companheiro Bob Makela descobriram um sítio com um ninho de uma nova espécie de dinossauro, que ele chamou de Maiassauro ("Lagarto Boa Mãe"). O ninho continha os primeiros ovos de dinossauros encontrados no Hemisfério Oeste e os primeiros embriões de dinossauro, estabelecendo dúvidas a respeito da sociabilidade dos dinossauros, se eles construíam ninhos e se havia preocupação com os filhotes. Desde então, Horner batizou várias outras espécies de dinossauros.
Dentro da comunidade paleontológica, Horner é mais conhecido por seu trabalho de ponta na pesquisa do crescimento de dinossauros. Publicou grande número de artigos em colaboração com o biólogo evolucionário Kevin Padian, de Berkeley, e o histologista Armand de Ricqlès sobre o crescimento de dinossauros usando séries de crescimento.
Em 2011, ajudou os produtores da série Terra Nova, de Steven Spielberg, a criar alguns dinossauros do Período Cretáceo, como o "Slasher", já que apenas 10% dos dinossauros daquela época foram catalogados.
Casou-se com Vanessa Shiann Weaver em janeiro de 2012, porém divorciou-se em 2015.

## Projeto "Build a Dinosaur"

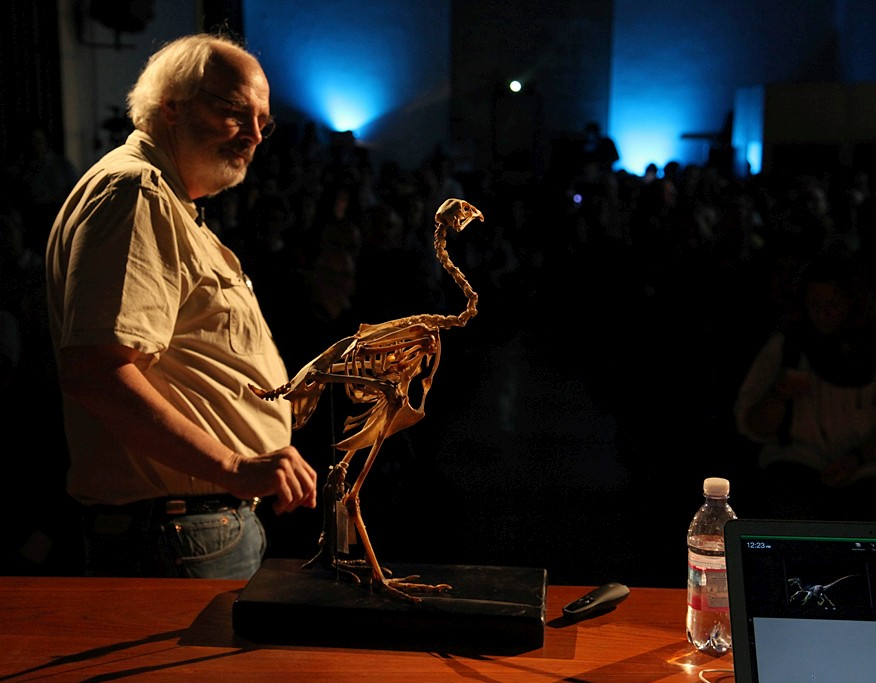
Horner com um esqueleto de pássaro em um evento no Museo Civico di Storia Naturale di Milano.

O livro de Horner de 2009, How to Build a Dinosaur: Extinction Doesn't Have to Be Forever, descreve seu plano para recriar um dinossauro "cutucando" geneticamente o DNA de uma galinha. A ideia de Horner para o projeto veio de um roteiro inicial do filme Jurassic World. Ele estava planejando o livro já em junho de 2005; foi originalmente planejado para ser lançado simultaneamente com Jurassic World como um volume científico complementar.
Em 2011, Horner deu continuidade ao projeto de desenvolvimento do animal, que ele descreve como um "frangossauro", com uma equipe de geneticistas. Em novembro de 2014, Horner e sua equipe realizaram algumas das primeiras pesquisas sobre o desenvolvimento embrionário das caudas. Essa pesquisa poderá, em última análise, levar a novos tratamentos para pessoas com distúrbios da coluna vertebral. A pesquisa sobre o tecido mesênquima de embriões de galinha, que direciona o crescimento dos dentes, também pode ajudar no tratamento de sarcomas humanos. George Lucas havia financiado a maior parte dos custos do projeto até aquele ponto, enquanto eram necessários US$ 5 milhões adicionais. Horner esperava ter um dinossauro vivo dentro de 10 anos.
Em 2015, um grupo independente de cientistas relatou que havia encontrado uma maneira de transformar os bicos dos embriões de galinha novamente em focinhos semelhantes aos dos dinossauros, por meio de engenharia genética reversa, e geneticistas da Universidade do Chile produziram embriões com pernas e anatomia do pé semelhantes às dos dinossauros, incluindo o comprimento total da fíbula e atingindo o tornozelo.